# Matthias Middell

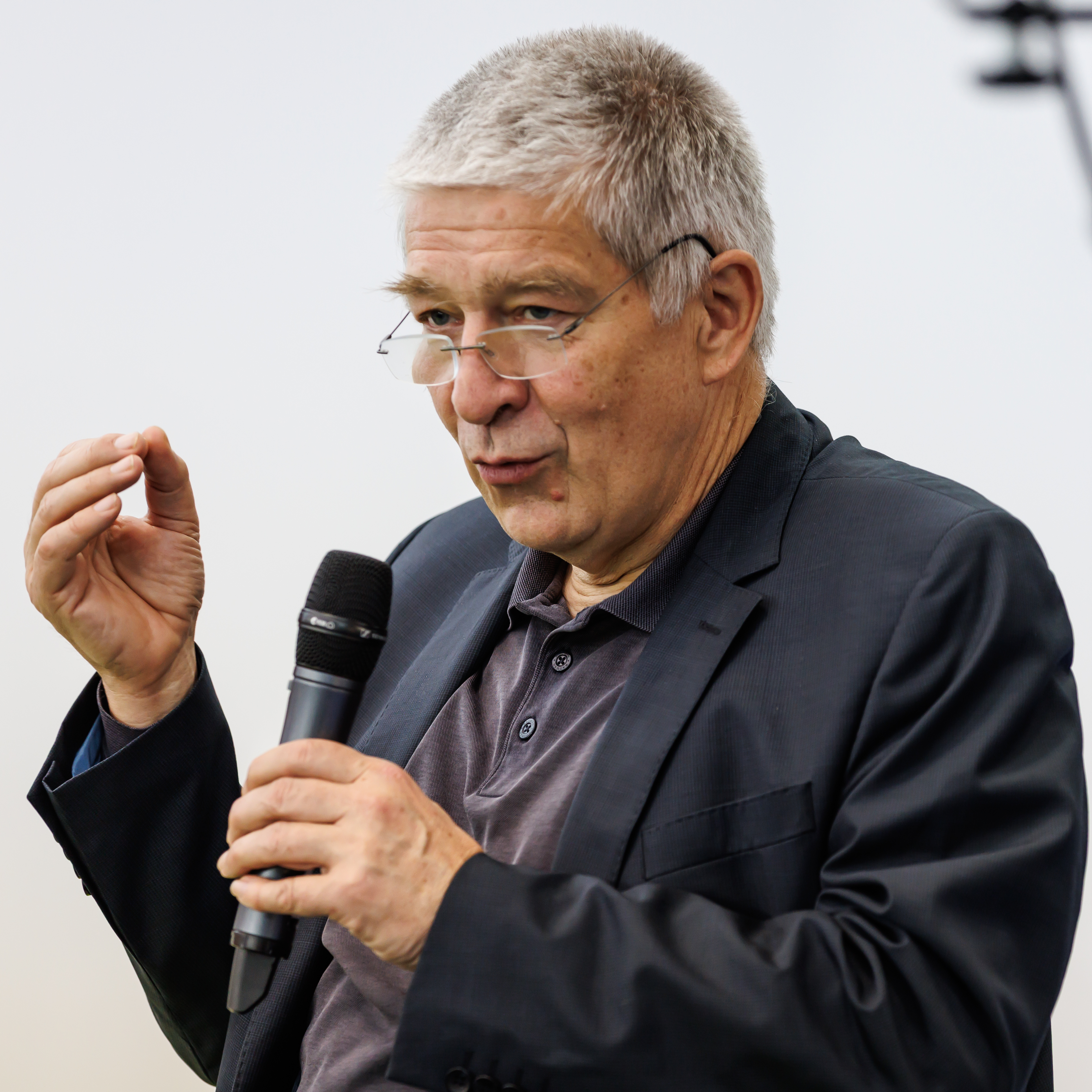
Middell (2025)

Matthias Middell (* 17. April 1961 in Leipzig) ist ein deutscher Historiker.

## Leben
Von 1981 bis 1985 studierte er Geschichtswissenschaft an der Universität Leipzig. Das Forschungsstudium (1986–1989) im Bereich Allgemeine Geschichte der Neuzeit der Karl-Marx-Universität Leipzig bei Walter Markov und Manfred Kossok und an der Lomonossow-Universität Moskau bei Anatoli Ado schloss er 1989 mit der Promotion zur Geschichte der Gegenrevolution in Frankreich 1789–1792 – Die Konstituierung der französischen Konterrevolution 1788–1792 ab. Nach der Habilitation 2002 für das Fach Neuere Kultur- und Gesellschaftsgeschichte ist er seit 2007 Professor für Kulturgeschichte an der Universität Leipzig. Seit 2018 ist er einer der drei Ko-Sprecher des bundesweiten Forschungsinstituts Gesellschaftlicher Zusammenhalt. 2020 wurde er von der Rektorin der Universität Leipzig zum Gründungsdirektor des Leipzig Research Centre Global Dynamics bestellt. Im April 2022 wurde er vom Senat der Universität Leipzig zum Prorektor für Campusentwicklung: Kooperation und Internationalisierung gewählt.
Seit 1991 gibt Middell die Zeitschrift Comparativ heraus. Seit 2009 ist er Mitglied der Leibniz-Sozietät der Wissenschaften zu Berlin, seit 2024 Mitglied der Academia Europaea.

## Schriften (Auswahl)
- mit Katharina Middell: François Noël Babeuf. Märtyrer der Gleichheit. Biografie. Verlag Neues Leben, Berlin 1988, ISBN 3-355-00604-1.
- Zum Prozeß der Konstituierung der französischen Konterrevolution (Ende 1788 – Sommer 1789). In: Jahrbuch für Geschichte. Band 39, 1990, ISSN 0448-1526, S. 203–233.
- mit Thomas Höpel: Einführung in die französische Geschichte 1500–1945. Leipziger Universitätsverlag, Leipzig 1993, ISBN 3-929031-24-8.
- Die Geburt der Konterrevolution in Frankreich 1788–1792 (= Beiträge zur Universalgeschichte und vergleichenden Gesellschaftsforschung. 15). Leipziger Universitätsverlag, Leipzig 2005, ISBN 3-86583-051-X (Zugleich: Leipzig, Universität, Dissertation A, 1989).
- Weltgeschichtsschreibung im Zeitalter der Verfachlichung und Professionalisierung. Das Leipziger Institut für Kultur- und Universalgeschichte 1890–1990 (= Geschichtswissenschaft und Geschichtskultur im 20. Jahrhundert. 6). 3 Bände. Akademische Verlags-Anstalt, Leipzig 2005, ISBN 3-931982-43-2 (Zugleich: Leipzig, Universität, Habilitations-Schrift, 2002).
- als Herausgeber mit Frank Hadler: Handbuch einer transnationalen Geschichte Ostmitteleuropas. Band 1: Von der Mitte des 19. Jahrhunderts bis zum Ersten Weltkrieg (= Transnationale Geschichte. 6). Vandenhoeck & Ruprecht, Göttingen 2017, ISBN 978-3-525-30173-9.